# Castello di Momeliano
Das Castello di Momeliano ist eine mittelalterliche Burg in Momeliano, einem Ortsteil der Gemeinde Gazzola in der italienischen Emilia-Romagna. Das Gebäude liegt auf den ersten Hügeln des Luretta-Tals auf 238 Meter Seehöhe.

## Geschichte
Die Existenz der Siedlung Momeliano ist schon seit alter Zeit dokumentiert: Sie wurde bereits im Jahre 325 in der Tabula alimentaria traianea als „Fundus Mamuleianus“ zitiert und später in einem Dokument aus dem Jahre 869, in dem steht, dass der Graf Tado seinen Neffen Manfredo Negrobono darin investierte. Die Existenz einer Burg ist seit 1368 dokumentiert, als Castellino Dolzani sie an Ruffino Borri verkaufte. In den folgenden Jahren wechselten die Besitzer in immer schnellerem Rhythmus: Giovanni Albesi, Antonio Ceresa, die Familie Bottigella, die Radini Tedeschis, die Ferraris, Luigi Lampugnani, Gherardo Portapuglia, die Gebrüder Jacchini, Gaetano Basini, die Familien Stevani und schließlich Negri.
Heute ist die Burg in privater Hand und dort sind die Keller eines Weingutes untergebracht.

## Beschreibung
Die Burg ist aus Mauerziegeln und Stein erbaut und hat einen U-förmigen Grundriss mit vier Ecktürmen, drei mit kreisrundem Grundriss und einer mit rechteckigem Grundriss. Die Zinnen, die mit Bögen verschlossen sind, begleiten einen schmalen Wehrgang.